# Magadha metasequoiae
Magadha metasequoiae är en insektsart som beskrevs av Ronald Gordon Fennah 1956. Magadha metasequoiae ingår i släktet Magadha och familjen vedstritar. Inga underarter finns listade i Catalogue of Life.